# Epilissus morio
Epilissus morio är en skalbaggsart som beskrevs av Edgar von Harold 1879. Epilissus morio ingår i släktet Epilissus och familjen bladhorningar. Inga underarter finns listade i Catalogue of Life.